# لوبومباشي

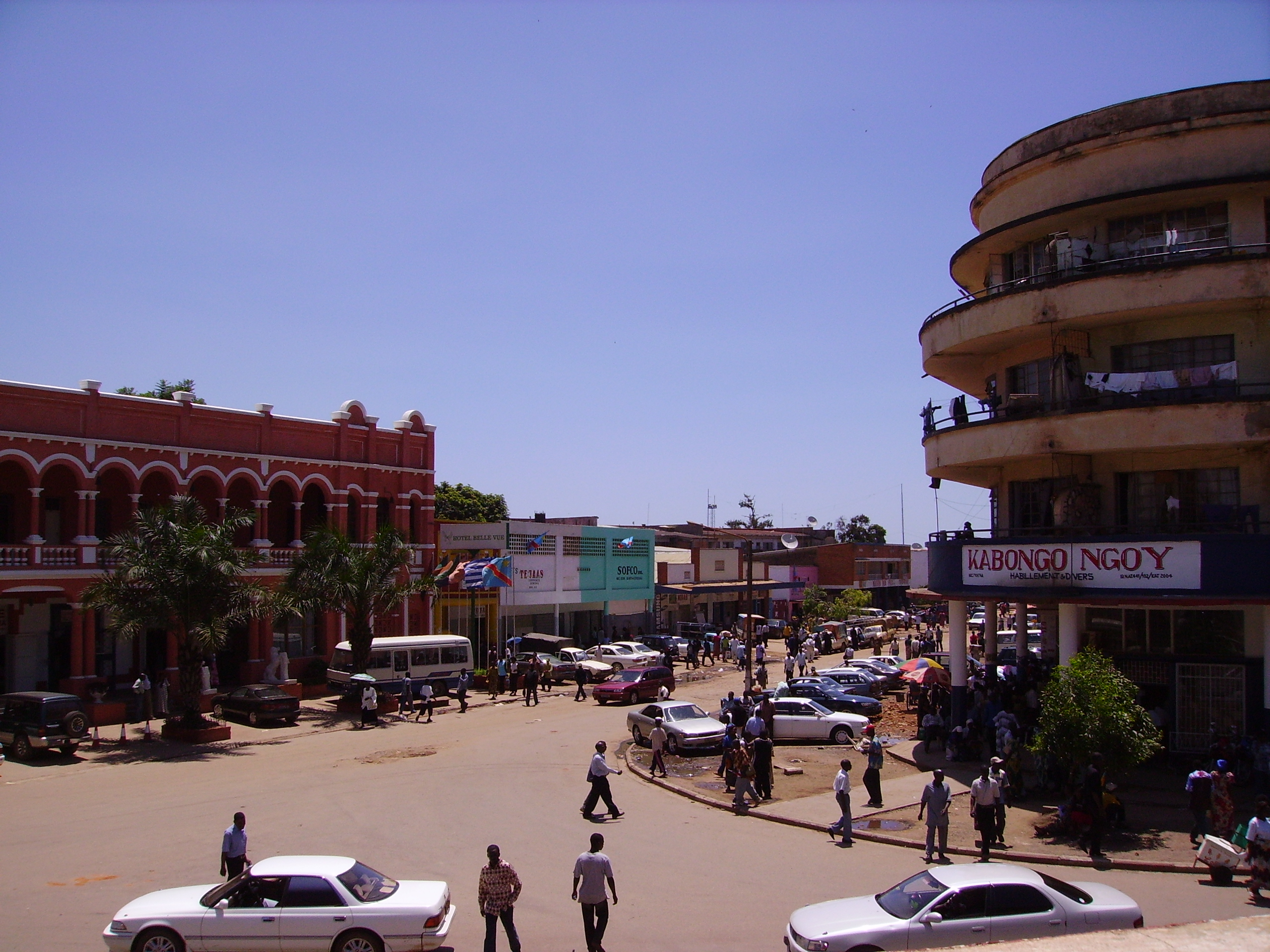
لوبومباشي

لوبومباشي (Lubumbashi) هي ثاني أكبر مدن جمهورية الكونغو الديمقراطية بعد العاصمة كينشاسا. وهي من أهم المدن في جنوب شرق البلاد حيث أنها عاصمة مقاطعة كاتانغا. تعرف المدينة بمناجم النحاس، وتقع بالقرب من حدود زامبيا. سيكنها حوالي 1.2 مليون نسمة. كانت عاصمة دولة كاتانغا بين عامي 1960 و 1963. تأسست عام 1910 باسم إليزابثفيل (Elisabethville) على أيدي البلجيكيين. تقع المدينة على ارتفاع 1000 م فوق مستوى سطح البحر.

## المناخ
يظهر الجدول التالي التغييرات المناخية على مدار السنة للوبومباشي:
| البيانات المناخية لـلوبومباشي                                                       | البيانات المناخية لـلوبومباشي | البيانات المناخية لـلوبومباشي | البيانات المناخية لـلوبومباشي | البيانات المناخية لـلوبومباشي | البيانات المناخية لـلوبومباشي | البيانات المناخية لـلوبومباشي | البيانات المناخية لـلوبومباشي | البيانات المناخية لـلوبومباشي | البيانات المناخية لـلوبومباشي | البيانات المناخية لـلوبومباشي | البيانات المناخية لـلوبومباشي | البيانات المناخية لـلوبومباشي | البيانات المناخية لـلوبومباشي |
| الشهر                                                                               | يناير                         | فبراير                        | مارس                          | أبريل                         | مايو                          | يونيو                         | يوليو                         | أغسطس                         | سبتمبر                        | أكتوبر                        | نوفمبر                        | ديسمبر                        | المعدل السنوي                 |
| ----------------------------------------------------------------------------------- | ----------------------------- | ----------------------------- | ----------------------------- | ----------------------------- | ----------------------------- | ----------------------------- | ----------------------------- | ----------------------------- | ----------------------------- | ----------------------------- | ----------------------------- | ----------------------------- | ----------------------------- |
| متوسط درجة الحرارة الكبرى °م (°ف)                                                   | 26 (79)                       | 26 (79)                       | 26 (79)                       | 27 (81)                       | 26 (79)                       | 25 (77)                       | 25 (77)                       | 27 (81)                       | 30 (86)                       | 31 (88)                       | 28 (82)                       | 26 (79)                       | 27 (81)                       |
| المتوسط اليومي °م (°ف)                                                              | 21 (70)                       | 21 (70)                       | 21 (70)                       | 20.5 (68.9)                   | 18 (64)                       | 16.5 (61.7)                   | 16.5 (61.7)                   | 18 (64)                       | 21 (70)                       | 23 (73)                       | 22 (72)                       | 21 (70)                       | 20.0 (67.9)                   |
| متوسط درجة الحرارة الصغرى °م (°ف)                                                   | 16 (61)                       | 16 (61)                       | 16 (61)                       | 14 (57)                       | 10 (50)                       | 8 (46)                        | 8 (46)                        | 9 (48)                        | 12 (54)                       | 15 (59)                       | 16 (61)                       | 16 (61)                       | 13 (55)                       |
| معدل هطول الأمطار مم (إنش)                                                          | 253 (10.0)                    | 257 (10.1)                    | 202 (8.0)                     | 60 (2.4)                      | 4 (0.2)                       | 1 (0.0)                       | 0 (0)                         | 0 (0)                         | 4 (0.2)                       | 37 (1.5)                      | 163 (6.4)                     | 257 (10.1)                    | 1٬238 (48.9)                  |
| متوسط الأيام الممطرة                                                                | 24                            | 23                            | 21                            | 9                             | 2                             | 0                             | 0                             | 0                             | 1                             | 5                             | 17                            | 24                            | 126                           |
| المصدر: https://www.weather2travel.com/climate-guides/congo-kinshasa/lubumbashi.php |                               |                               |                               |                               |                               |                               |                               |                               |                               |                               |                               |                               |                               |

## توأمة
للوبومباشي اتفاقيات توأمة مع:
- هكاري

## أعلام
- بيسماك بيومبو
- ميك كابونغو
- روبرت كيديابا
- بوانغا تشيمان
- كريستيان مواسيسا